# Enneapterygius cheni
Enneapterygius cheni és una espècie de peix de la família dels tripterígids i de l'ordre dels perciformes.

## Morfologia
- Els mascles poden assolir 2,4 cm de longitud total.[3][4]

## Hàbitat
És un peix marí de clima subtropical que viu fins als 12 m de fondària.

## Distribució geogràfica
Es troba a Taiwan i les Illes Ryukyu.